# Tockus erythrorhynchus
Tockus erythrorhynchus là một loài chim trong họ Bucerotidae.